# Улица Братьев Зеровых (Киев)
Улица Братьев Зеровых (укр. Вулиця Братів Зерових) — улица в Соломенском районе города Киева, местность Александровская слободка. Пролегает от переулка Максима Кривоноса до проспекта Валерия Лобановского. 
Присоединяется Преображенская улица.

## История
Улица возникла в начале XX века (не позднее 1912 года) под названием Садовая, с 1955 года получила название Краснопартизанская.
Современное название в честь братьев Зеровых: поэта и литературоведа Николая Зерова, поэта и переводчика Михаила Зерова (псевдоним Михаил Орест) и ботаника Дмитрия Зерова – с 2016 года.

## Интересные факты
По краю проезжей части произрастает дуб, известный под названием Партизанского дуба. Возраст этого дуба составляет более 300 лет (дуб виден на фото в центре). Подобных случаев нет в городе.